# Michele Sala
Michele Sala (Altofonte, 29 maggio 1900 – Palermo, 11 maggio 1973) è stato un politico italiano, membro della Camera dei deputati nella I e nella II Legislatura.

## Biografia
Michele Sala, barbiere di professione, si iscrisse in giovane età alla Camera del Lavoro "rossa" e prese parte al movimento giovanile socialista di Palermo. Nel 1921 aderì al PCdI. Con l'avvento del fascismo decise di emigrare negli Stati Uniti, dove militò nel Partito comunista americano.
Riprese la sua attività politica e sindacale in Italia a partire dal 1943, dopo il suo rientro clandestino in Sicilia. Assunse incarichi dirigenziali nel partito comunista dell'isola, dirigente della Federazione comunista di Enna nel 1945-1946, e fu segretario della Camera del Lavoro di Palermo nel 1947-1950, posizione da cui si occupò della situazione degli agrari siciliani.
Nel 1948 fu eletto deputato e venne riconfermato nella successiva Legislatura.
Ad Altofonte gli sono state intitolate una piazza e la sede di Rifondazione comunista.